# Trung Sơn, Đại Liên
Trung Sơn (chữ Hán giản thể: 中山区, âm Hán Việt: Trung Sơn khu) là một quận của địa cấp thị Đại Liên, tỉnh Liêu Ninh, Cộng hòa Nhân dân Trung Hoa. Trung Sơn nằm ở đông nam của Đại Liên. Quận này có diện tích 43 km², dân số 360.000 người, mã số bưu chính 116001, quận lỵ ở số 83 phố Nhất Đức. Hai khu phố thương mại nổi tiếng nhất Đại Liên là Thiên Tân và Thanh Nê Oa nằm ở quận này. Về mặt hành chính, quận Trung Sơn được chia thành 8 nhai đạo biện sự xứ: Hải Quân Quảng Trường, Nhân dân Lộ, Quế Lâm, Thanh Nê, Hổ Tha, Quỳ Anh, Côn Minh, Đào Nguyên. 